# マット・シヴリー
マット・シヴリー（Matt Shively、1990年9月15日 - ）は、アメリカ合衆国の俳優。

## 出演作品
- パラノーマル・アクティビティ4（ベン）
- ファーザー・オブ・ザ・イヤー Father of the Year (2018年、ラリー)